# Завіз
Завіз (пол. Zawoz) — село в Польщі, у гміні Солина Ліського повіту Підкарпатського воєводства. Розташоване на перетині етнічних українських територій Лемківщини і Бойківщини. Розташоване недалеко від кордону зі Словаччиною та Україною. Населення — 208 осіб (2011).

## Історія
Поселення, ймовірно, існувало за часів Русі на руському праві в долині р. Солинки і над вливанням до неї потока Вільхівця.
Перша документальна згадка — 1498 р., як село у власності родини Балів.
У 1895 р. в селі було 44 будинки і 330 жителів, з них 178 греко-католиків, 34 римо-католики і 18 юдеїв.
На 01.01.1939 у селі було 680 жителів (490 українців-грекокатоликів, 165 українців-римокатоликів, 5 поляків і 20 євреїв). Село належало до Ліського повіту Львівського воєводства.
Більшість жителів у травні 1946 року було насильно виселено  до СРСР. У 1947 р. в рамках так званої операції «Вісла» 73 українці Завозу депортовані на понімецькі землі. Велику частину старого села наприкінці 1950-х було залито водами новоствореного водосховища. Тепер у новому селі проживають поляки.
У 1975-1998 роках село належало до Кросненського воєводства.

### Церква Св. мучениці Параскеви
Перша метрична книга села датується 1757 роком. Цілком ймовірно, що парафіяльна церква існувала тут раніше. Згодом стає філіальною парафії Вовковия Балигородського Деканату Перемишльської єпархії. Нова мурована церква була побудована в 1850 або 1875 р. Після 1946 року спустошена. В 1954 р. не дивлячись на протести населення з даху церкви було знято бляху. В 1971 році будову церкви переведено на костел.
На церковному цвинтарі, у його північній частині зберігся тільки один надгробок у формі обеліска — Максиміліана Мрожковського (†1901), ймовірно, власника місцевого маєтку. В південній частині цвинтаря збереглось декілька надгробків 20-30 рр. ХХ ст.
Також у селі існувала мурована капличка, збудована в ХІХ ст. Всередині каплички знаходилось чудодійне джерело, яке притягувало вірних, особливо на Зелену Неділю і свято Покрови. Зараз у руїнах.

## Демографія
Демографічна структура станом на 31 березня 2011 року:
|          | Загалом | Допрацездатний вік | Працездатний вік | Постпрацездатний вік |
| -------- | ------- | ------------------ | ---------------- | -------------------- |
| Чоловіки | 108     | 21                 | 77               | 10                   |
| Жінки    | 100     | 20                 | 59               | 21                   |
| Разом    | 208     | 41                 | 136              | 31                   |